# Ibrahim Mír
Ibrahim Mír Abdulrahman (1967. július 16. – ) emirátusi válogatott labdarúgó.

## Pályafutása

### Klubcsapatban
1987 és 1997 között a Sharjah FC csapatában játszott, melynek színeiben három alkalommal (1989, 1994, 1996) nyerte meg az Egyesült Arab Emírségek bajnokságát. 

### A válogatottban
1988 és 1996 között 53 mérkőzésen szerepelt az Egyesült Arab Emírségek válogatottjában. Részt vett az 1988-as és az 1992-es Ázsia-kupán, illetve az 1990-es világbajnokságon, ahol a Kolumbia, az NSZK és a Jugoszlávia  elleni csoportmérkőzéseken kezdőként lépett pályára. Ikertestvére Ísza Mír szintén válogatott labdarúgó volt.

## Sikerei, díjai
Sharjah FC
- Egyesült arab emírségekbeli bajnok (3): 1988–89, 1993–94, 1995–96